# World Series Baseball '98 (jeu vidéo, Saturn)
Cet article concerne le jeu Saturn. Pour le jeu Mega Drive, voir World Series Baseball '98 (jeu vidéo, Mega Drive). Pour les articles homonymes, voir World Series Baseball '98.
World Series Baseball '98, orthographié World Series Baseball 98 sur les jaquettes de ses différents versions,, est un jeu vidéo de sport de type baseball sorti exclusivement sur Sega Saturn le 16 juillet 1997 en Amérique du Nord, puis en Corée du Sud. Il a été développé et édité par Sega sous licence MLB et MLBPA.
Le jeu fait partie de la série World Series Baseball, dont il constitue le troisième et dernier épisode sur Saturn, après World Series Baseball et World Series Baseball II. Il s'agit également du seul volet sur Saturn à ne pas être sorti ni au Japon, ni en Europe, ni en Australie.